# Islote Blanco (Tierra del Fuego)
El islote Blanco es una minúscula isla deshabitada perteneciente al Departamento Ushuaia de la Provincia de Tierra del Fuego, Antártida e Islas del Atlántico Sur en la Argentina. Se halla en el canal Beagle, muy próximo a su desembocadura en el océano Atlántico55°03′S 66°32′O / -55.050, -66.533. Posee una superficie de alrededor de 1 hectárea. Algunos autores consideran esta ínsula como el punto más austral del territorio con soberanía no disputada de la Argentina.

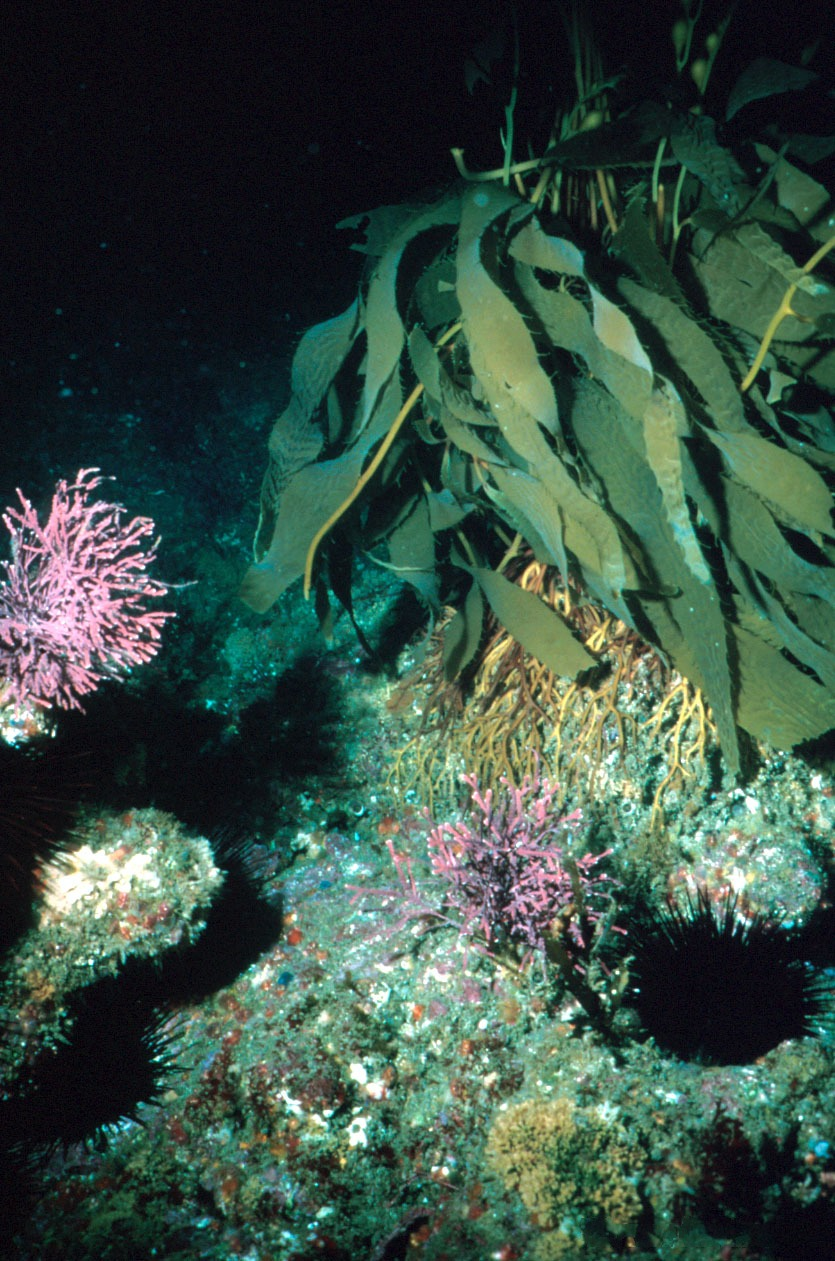
cachiyuyos gigantes.

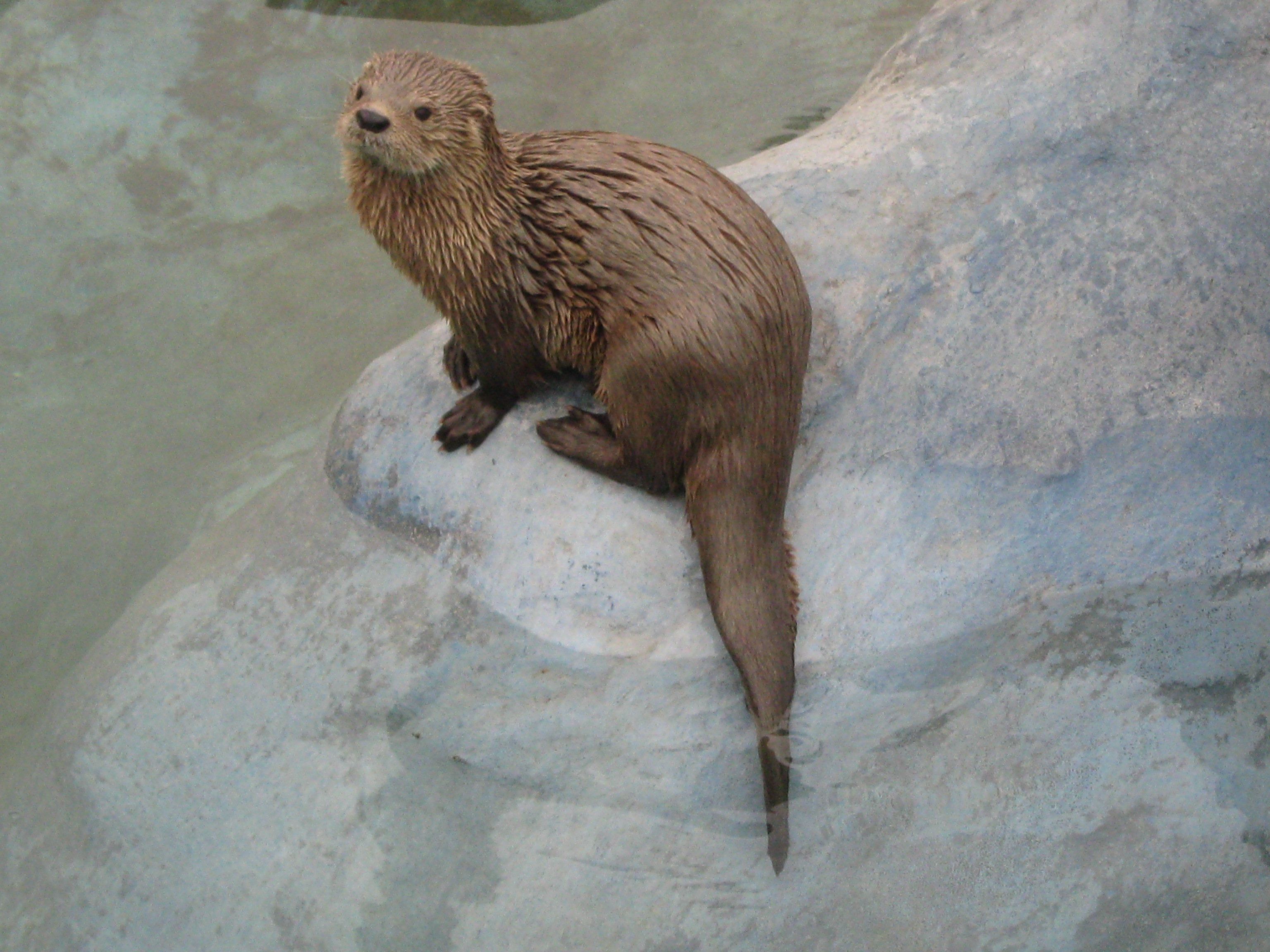
chungungo.

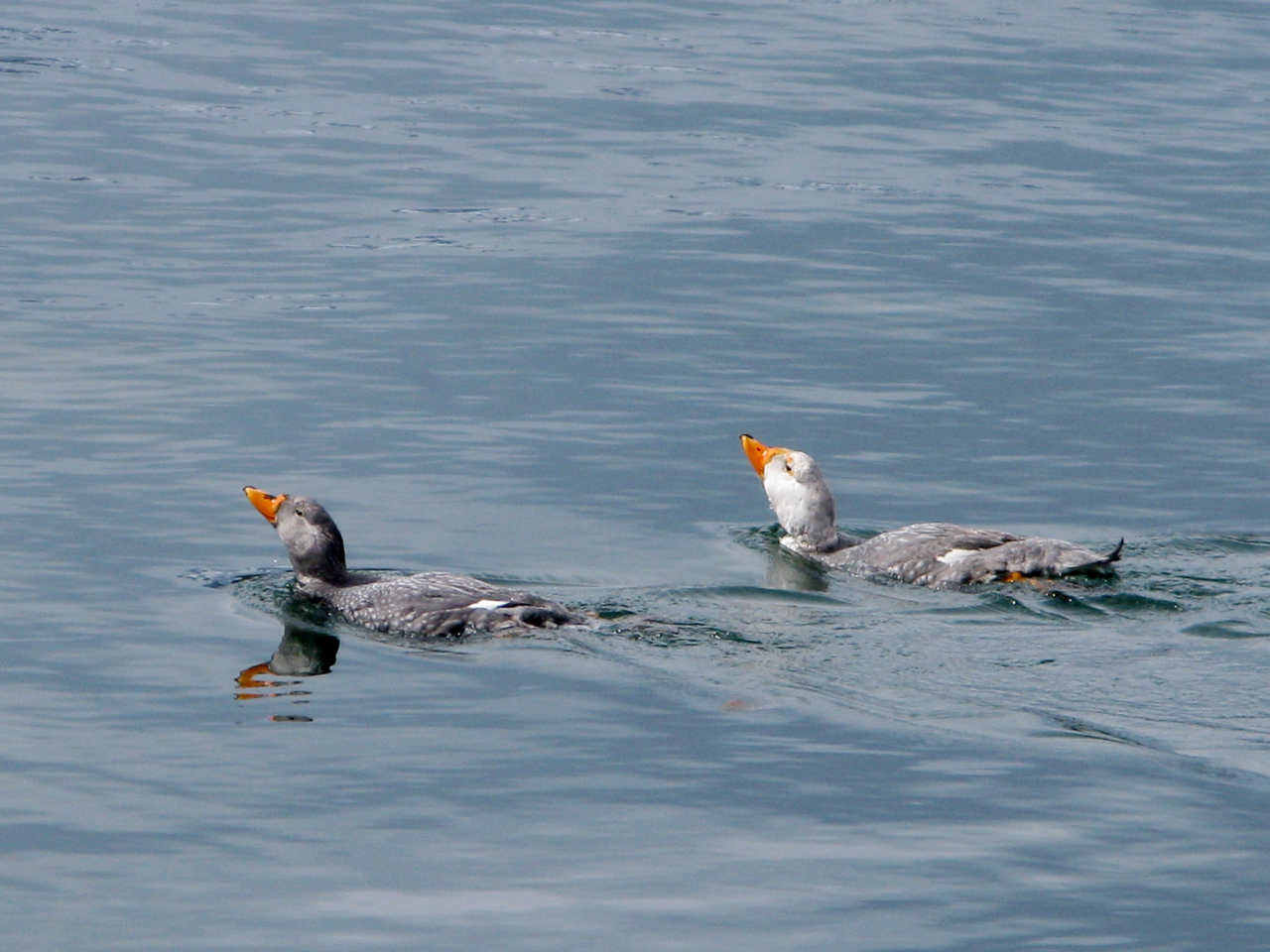
Pareja de Pato vapor del pacífico.

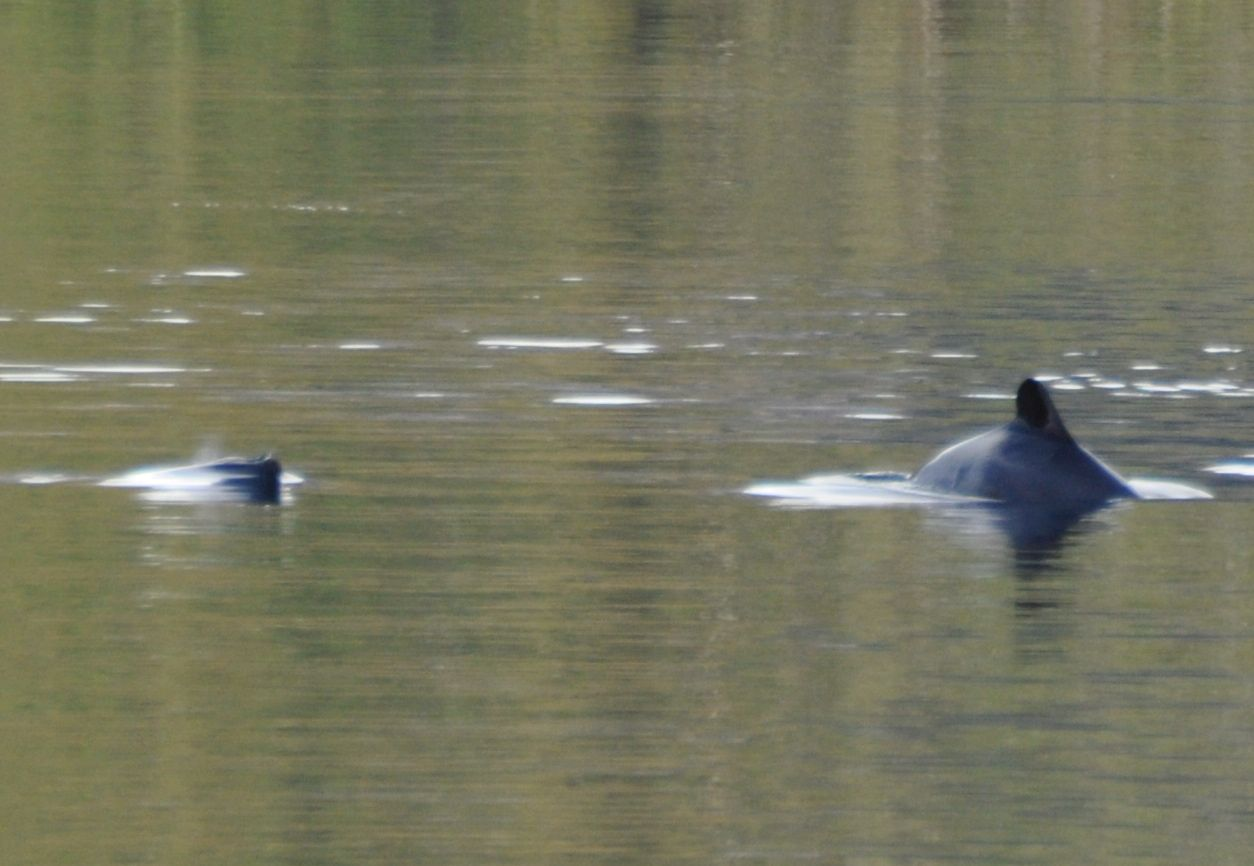
delfines chilenos.

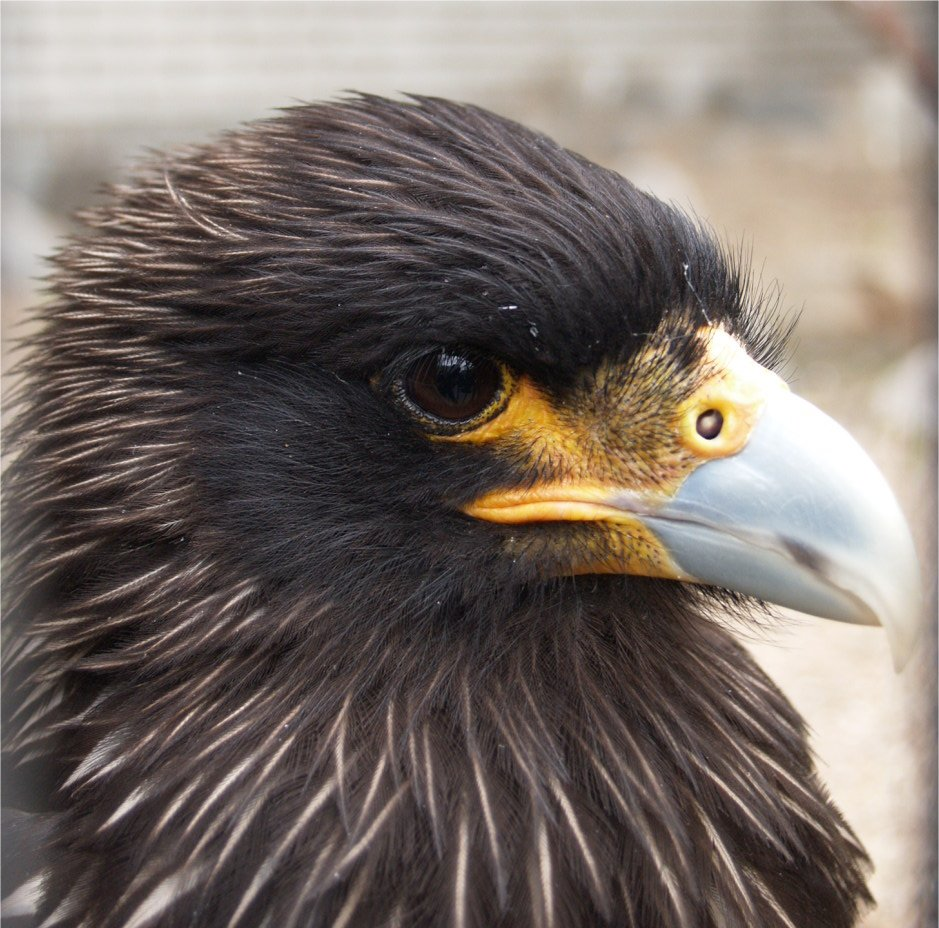
El matamico grande.

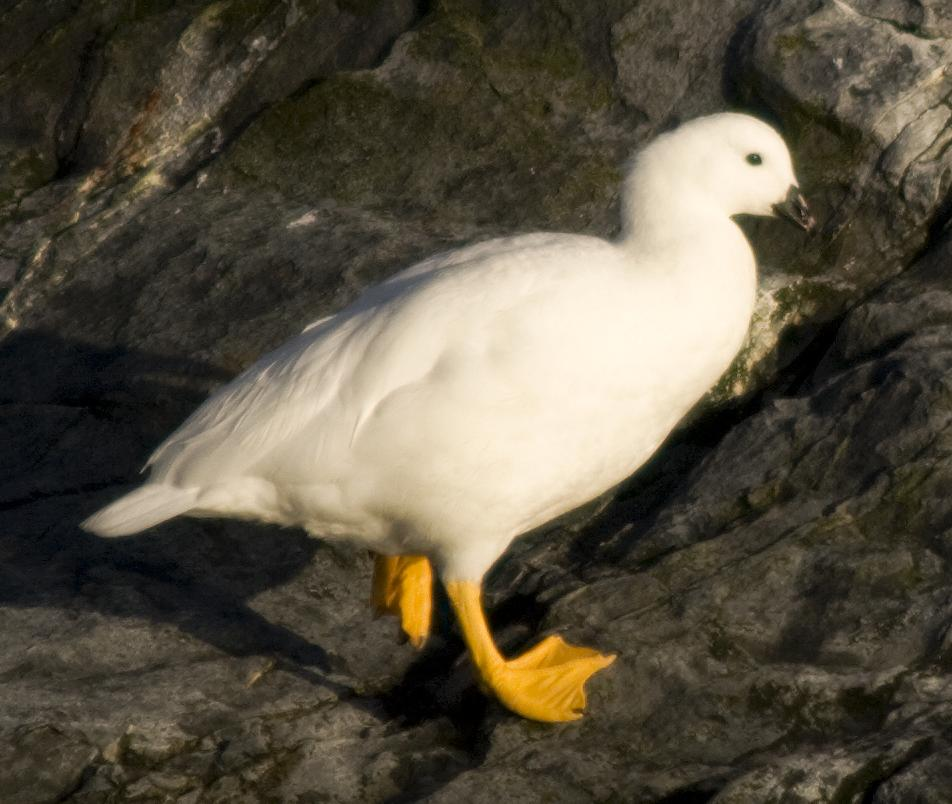
caranca o cauquén de mar.

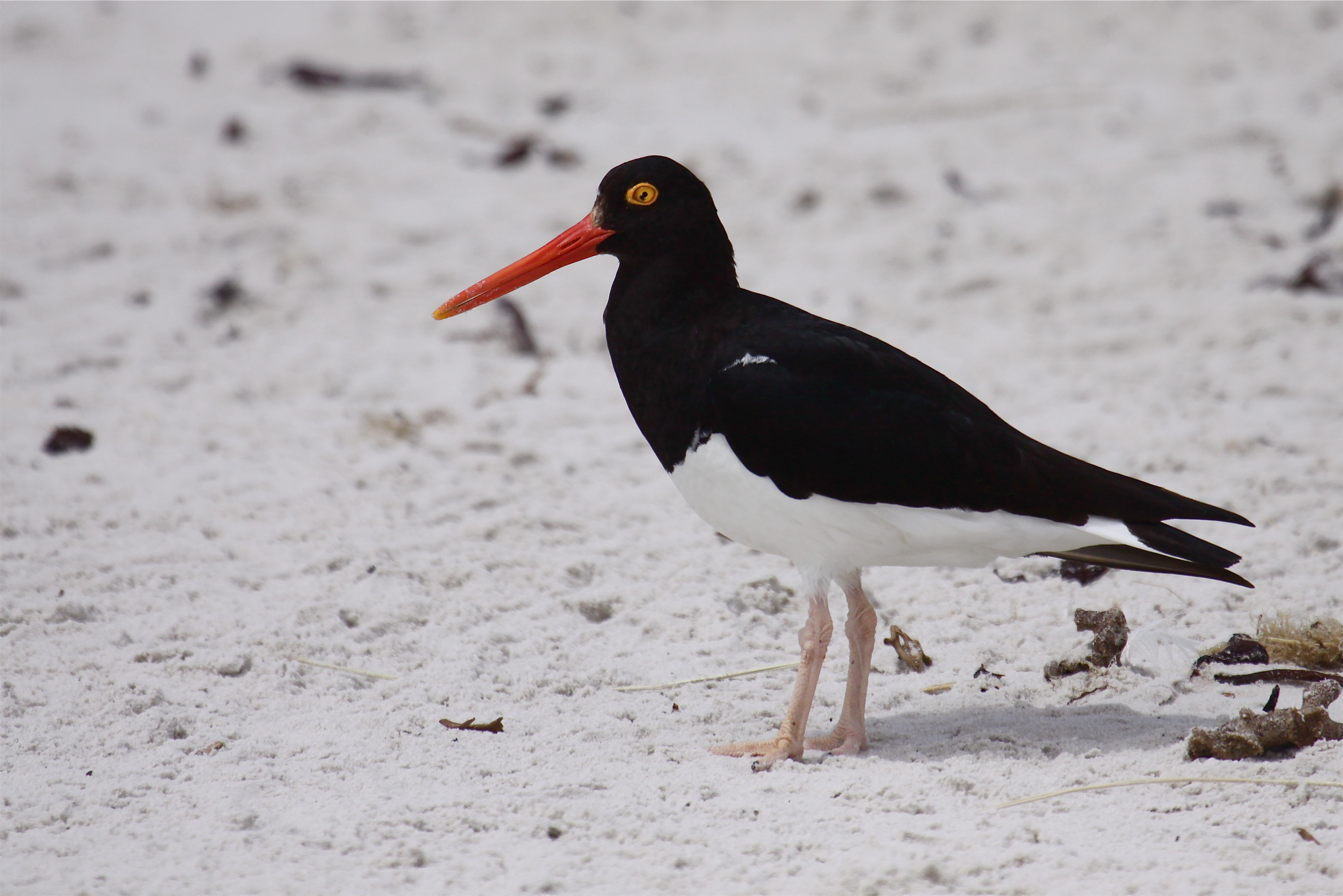
ostrero austral.

## Historia
La ínsula se halla en el área que era recorrida y habitada por los canoeros yámanas, sus primitivos habitantes. Para el mundo occidental fue descubierta por la expedición británica del HMS Beagle en 1830 al mando de Robert Fitz Roy. Su nombre se debe al aspecto claro que presenta, al estar mayormente cubierta de rocas expuestas, de color blancuzco.

## Geografía
Su superficie es de alrededor de una hectárea; posee una forma redondeada, de 104 m de longitud por 90 m. Al norte de este islote se halla la isla Grande de Tierra del Fuego, a una distancia de 950 m en su parte más cercana. A 1,5 km hacia el noreste de él se encuentra el Cabo San Pío, en tanto que a 12,43 km hacia el sur del islote Blanco se sitúa la isla Nueva, la cual pertenece administrativamente a la comuna de Cabo de Hornos, Provincia Antártica Chilena, XII Región de Magallanes y de la Antártica Chilena, en Chile.

## Punto emergido más austral con soberanía plena de la Argentina
El Cabo San Pío es definido por la autoridad cartográfica argentina, el Instituto Geográfico Nacional, como el punto más austral del territorio con soberanía no disputada de la Argentina; sin embargo, tanto exploradores aficionados, como la página web de la Subsecretaría de Catastro de Tierra del Fuego, sostienen que dicha condición debe en realidad recaer sobre la punta sur del pequeño islote Blanco, en las coordenadas 55°03′51″S 66°33′06″O / -55.06417, -66.55167, al ubicarse a una latitud claramente mayor. Desde este islote hasta el extremo norte del país, en Jujuy a 21°46′ S (confluencia de los ríos San Juan y Mojinete) hay unos 3800 km.

## Flora y fauna
El pequeño islote posee una pobre flora perteneciente a la Tundra Magallánica. Es más destacada su fauna, con apostaderos de lobos marinos de un pelo y de dos pelos, gaviotas australes y  colonias de nidificación de cormoranes imperiales. y de otros cormoranes. Sus aguas son frecuentadas por petreles y, posiblemente algún chungungo, una nutria marina.
Dichas aguas son notables por poseer bosques sumergidos de cachiyuyos gigantes, alga parda de enormes proporciones, la cual sostiene una rica biodiversidad marina.
Sus aguas y costas pertenecen a la ecorregión Canales y Fiordos del sur de Chile (Channels and Fjords of Southern Chile tal es su nombre internacional -número 187-); las mismas cuentan con especies típicas del sudeste del océano Pacífico, siendo comunes en el sur de Chile, isla de los Estados, y hasta otras llegan a las islas Malvinas, pero algunas son raras en el sector argentino de la isla Grande de Tierra del Fuego y todas están ausentes en el resto del país. Entre ellas podemos enumerar al delfín chileno, al chungungo (una nutria marina), el matamico grande, la remolinera negra, y el Pato vapor del Pacífico. 

## Disputa por su soberanía

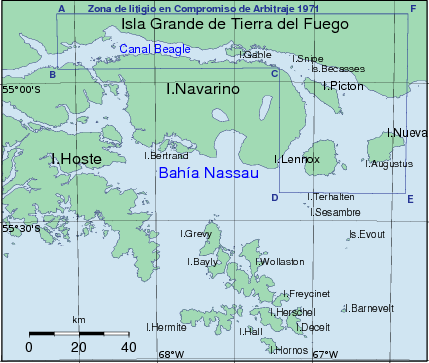
Mapa del área sometida al Laudo Arbitral de 1977.

El islote se vio envuelto en la disputa limítrofe entre la Argentina y Chile, conocida como Conflicto del Beagle.
En 1971 ambos países acordaron en un Compromiso de Arbitraje someter la soberanía de las islas de dicho canal a la sentencia de un Tribunal Arbitral que debía dar a conocer su decisión a la reina Isabel II de Inglaterra. Algunas interpretaciones en Chile del texto del tratado limítrofe de 1881 determinaban que el límite binacional terminaba en la costa austral de la isla Grande de Tierra del Fuego, y la totalidad de las aguas del canal, junto con todas sus islas, serían chilenas. Si este fuera el caso, la Argentina tendría una costa seca, es decir tendría costa, pero no acceso al mar. Entre quienes sostuvieron esa tesis destacan, quien la esbozaría en 1905, el periodista Arturo Fagalde, y el estudioso Jaime Eyzaguirre, quien desarrolló la Teoría de la línea de la costa seca durante la primera mitad del siglo XX:

Luego la línea no se introduce en el canal, no lo comprende, queda fuera de él, sólo lo toca en su borde superior. El canal resulta así entero de Chile. Si el Tratado hubiera dicho que la línea llegaba hasta el medio o centro o hasta el eje del canal, se habría entendido que la mitad Norte del mismo correspondería a Argentina y la mitad Sur a Chile. Pero habría que torcer los términos claros del acuerdo para llegar a esta conclusión.

Esta interpretación fue llevada por Chile en la consulta al Tribunal Arbitral que dictó luego el Laudo Arbitral de 1977, pero solo como petitorio alternativo, en el punto segundo al final de las audiencias orales del 14 de octubre de 1976. En su falló la corte arbitral señaló que toda atribución de un territorio debe ipso facto traer aparejado sus aguas anexas, por lo tanto consideró inaceptable la tesis chilena, aunque la misma solo fue planteada como una alternativa por este país. Seguidamente demarcó la traza del límite binacional sobre el canal de Beagle, otorgándole a la Argentina las islas e islotes ubicados al norte de dicha línea, entre ellos el islote Blanco. Si bien posteriormente la Argentina declararía insanablemente nula a la decisión arbitral, en las  negociaciones binacionales de los años posteriores al fallo el resultado del laudo en este sector fue respetado. El conflicto se solucionó finalmente con la firma del Tratado de 1984, en donde ambos gobiernos aceptaron la propuesta de la Santa Sede que reconocía la frontera trazada por el Laudo Arbitral en el canal Beagle (aunque sin nombrarla explícitamente en el tratado), la cual reconocía definitivamente la soberanía argentina sobre este islote.